# Deglució atípica

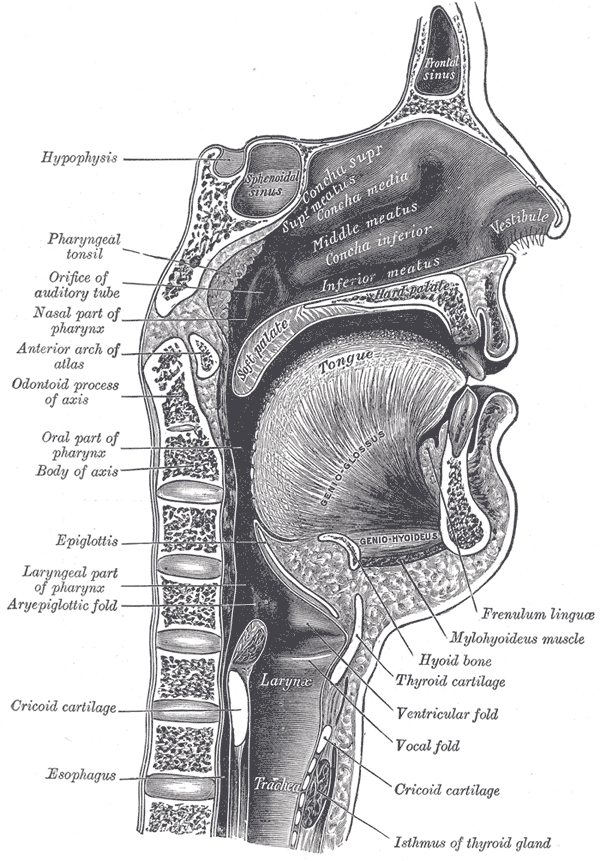
Conjunt bucolaringeo durant la deglució, il·lustració procedent de l'Anatomia de Gray edició de 1918.

Es defineix la deglució atípica com una anomalia en la posició i l'ús de la llengua que provoca un patró deglutori inadequat. S'anomena atípica per la pressió que fa la llengua contra les incisives en el moment de la deglució.
Freqüentment s'ha identificat la deglució atípica amb la definició que se'n fa de la "deglució infantil" perquè inicialment el nadó posseeix un reflex de succió-deglució amb característiques similars. No obstant això, el pas cap als aliments sòlids fa desaparèixer gradualment aquest reflex i entre els dos i tres anys els nens abandonen aquesta forma de deglutir passant de ser considerat un estadi evolutiu a ser una forma diferent de deglució.
La deglució forma part de les funcions de l'aparell estomatognàtic i una alteració en el seu mecanisme compromet la funcionalitat dels seus components (laringe, mandíbula, llengua, llavis, paladar i dents).

## Causes
L'hàbit de la succió digital de forma prolongada o la persistència en l'ús del biberó, del xumet o dels aliments triturats més enllà de l'edat que pertoca, són les causes més freqüents de la deglució atípica funcional en nens. La deglució atípica també pot ser conseqüència d'altres trastorns més generals d'origen orgànic (disglòssies), neurològic (disàrtries) o d'altres malformacions congènites.

## Característiques
Sovint es poden trobar característiques comunes a diferents nivells: 
Nivell anatòmic-funcional:
- Freqüència de paladar ogival.
- Presència de maloclusions: dentals o maxil·lars.
- Respiració oral.
- Hipotonia dels llavis.
- Manca de segellat labial.
- Baveig.
- Hipotonia de la llengua.
- Llengua avançada o en posició interdental.

Nivell de deglució:

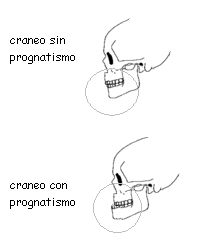
Múscul del mentó molt desenvolupat.

- Escassa habilitat per realitzar els moviments necessaris per passar els aliments de davant cap enrere.
- Formació del bolus alimentari contra les incisives.
- Masticació dels aliments amb la zona anterior de la boca en comptes de la zona molar.
- Llengua en interposició dental o en posició baixa i avançada.
- Laxitud dels músculs masseters.
- Múscul del mentó molt desenvolupat.
- Contracció dels llavis durant la deglució.
- Presència de restes d'aliments a la cavitat bucal després de la deglució.
- Moviments de cap i coll compensatoris de la mala masticació.

Nivell articulatori:
Amb freqüència apareixen dificultats de parla. Sovint els fonemes més alterats són /s/ i /r/.